# Northern Exposure
Northern Exposure (No Fim do Mundo, em Portugal) é  uma série de televisão americana de comédia dramática e fantasia criada por Joshua Brand e John Falsey. A série foi transmitida a desde 1990 até 1995, na rede CBS. Em Portugal era transmitida pelo canal SIC.

## Resumo
A história do seriado se passa numa pequena cidade do Alaska, Cicely, com o enredo envolvendo caçadas, pescarias, problemas de saúde e o cotidiano de uma comunidade que tem o seu próprio ritmo de vida. Nesse contexto, um nova-iorquino recém formado em medicina, Joel Fleischman, vai parar por lá e vive as dificuldades das diferenças culturais.

## Elenco
- John Corbett : Chris
- Cynthia Geary : Shelly Marie Tambo
- Barry Corbin : Maurice J. Minnifield
- John Cullum : Holling Vincoeur
- Darren E. Burrows : Ed Chigliak
- Janine Turner : Maggie O'Connell
- Rob Morrow : Joel Fleischman
- Elaine Miles : Marilyn Whirlwind

## Recepção da crítica
Em sua primeira temporada, Northern Exposure teve recepção geralmente favorável por parte da crítica especializada. Com base de 7 avaliações profissionais, alcançou uma pontuação de 78% no Metacritic. Por votos dos usuários do site, atinge uma nota de 7.5, usada para avaliar a recepção do público.